# Nashville (Géorgie)
Pour les articles homonymes, voir Nashville (homonymie).
Nashville est une ville américaine située dans l'État de Géorgie.

## Démographie
| 1870 | 1890 | 1900 | 1910 | 1920  | 1930  |
| ---- | ---- | ---- | ---- | ----- | ----- |
| 95   | 426  | 293  | 990  | 2 025 | 1 672 |

| 1940  | 1950  | 1960  | 1970  | 1980  | 1990  |
| ----- | ----- | ----- | ----- | ----- | ----- |
| 2 449 | 3 414 | 4 070 | 4 323 | 4 831 | 4 782 |

| 2000  | 2010  | - | - | - | - |
| ----- | ----- | - | - | - | - |
| 4 697 | 4 939 | - | - | - | - |